# Tapiela
Tapiela es una localidad española y también una entidad local menor perteneciente al municipio de Aldealafuente, en la provincia de Soria, comunidad autónoma de Castilla y León. Forma parte también de partido judicial de Soria y de la Comarca de Campo de Gómara.

## Situación y Población
Tapiela pertenece al municipio de Aldealafuente (a 6 km). De apenas un par de habitantes, no tiene ayuntamiento propio. La mayor parte de sus casas están derruidas debido a que sus habitantes las abandonaron para ir a vivir a las cercanas Soria o Zaragoza.
Todo el año vive una persona llamada Santiago, un catedrático de "sabiduría popular. Su frase preferida era "cuando la ganancia no es segura la pérdida esta cerca". Aún se conserva el edificio del colegio, además de un lavadero común construido en 1963.

### Comunicaciones
Localidad situada en la carretera  local SO-P-3226 que nos lleva de Ribarroya a  Paredesroyas.

## Demografía
En el año 2008 contaba con 18 habitantes concentrados en el núcleo principal.

## Historia
A la caída del Antiguo Régimen la localidad se constituye en municipio constitucional  en la región de Castilla la Vieja que en el censo de 1842 contaba con 12 hogares y 49 vecinos, para posteriormente integrarse en Aldealafuente.

## Fiestas
La Fiesta mayor es el día de San Blas, el 3 de febrero, en cuya misa se bendicen tortas y rosquillas. Comparte la ermita de San Pablo con Villanueva de Zamajón y Zamajón, dedicada a los santos Pablo, Marcos y Marcial